# Tabagismo e Saúde: Relatório do Comitê Consultivo ao Cirurgião Geral dos Estados Unidos

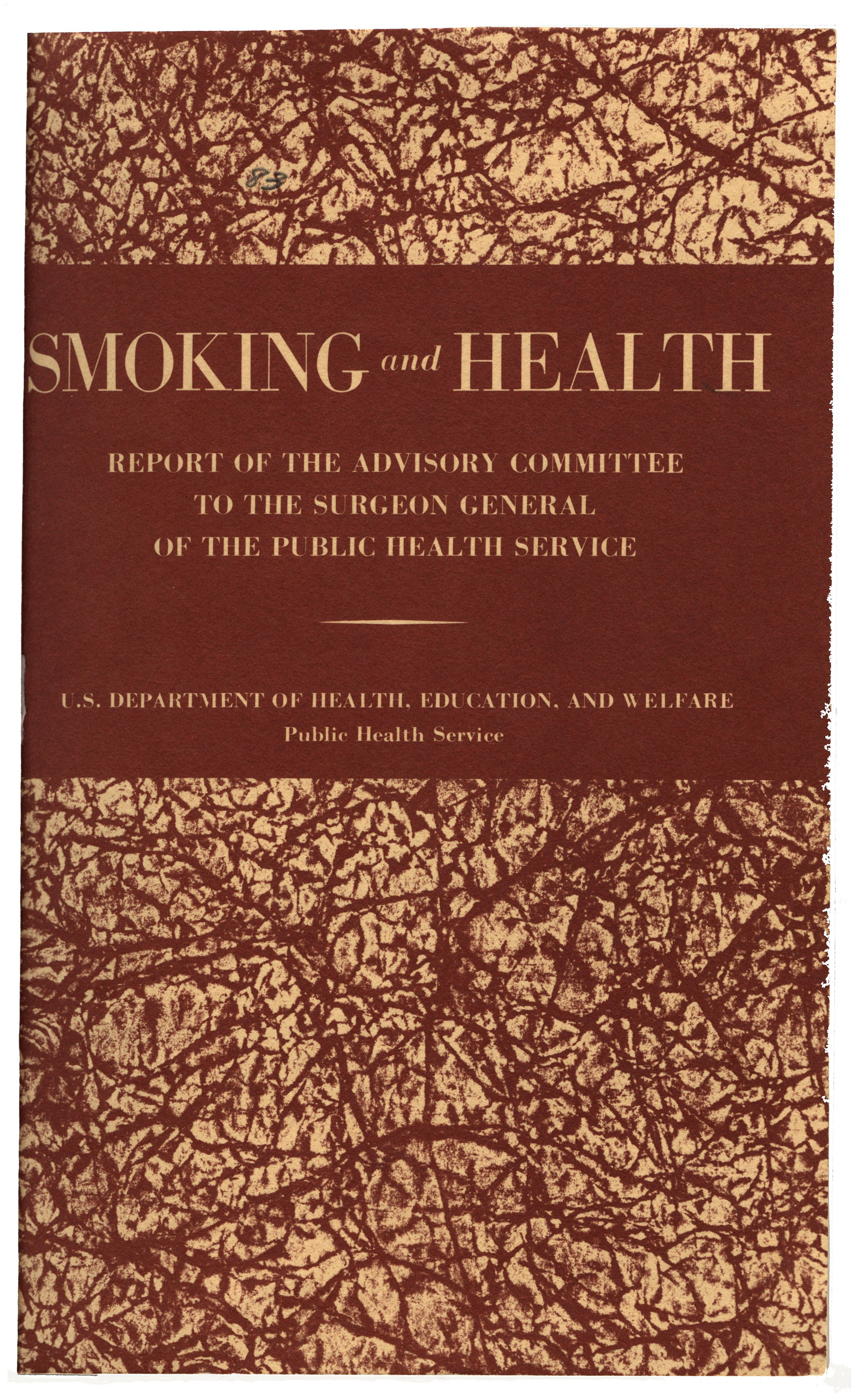
Capa do relatório

Tabagismo e Saúde: Relatório do Comitê Consultivo do Cirurgião Geral dos Estados Unidos (em inglês: Smoking and Health: Report of the Advisory Committee to the Surgeon General of the United States) foi um relatório histórico publicado em 11 de janeiro de 1964 pelo Comitê Consultivo do Cirurgião Geral sobre Tabagismo e Saúde, presidido pelo Cirurgião Geral dos Estados Unidos, Luther Leonidas Terry, sobre os efeitos negativos do tabagismo sobre a saúde.

## Descobertas
As conclusões do relatório centraram-se quase inteiramente nos efeitos negativos do tabagismo para a saúde. Encontrou:
- fumantes de cigarro tiveram um aumento de setenta por cento na taxa de mortalidade corrigida por idade
- fumaça de cigarro foi a principal causa de bronquite crônica
- correlação entre tabagismo, enfisema e cardiopatias.

Além disso, informou:
- uma relação causal entre o tabagismo e um aumento de dez a vinte vezes na ocorrência de câncer de pulmão
- correlação positiva entre gestantes fumantes e recém-nascidos de baixo peso.

Assim como a Organização Mundial da Saúde nesse período, mas possivelmente influenciado pelo fato de que todos eles eram fumantes, o Comitê definiu o tabagismo como uma "habituação" e não como um "vício" avassalador. Os membros do comitê concordaram com a maioria dos americanos que esse hábito (embora muitas vezes forte) era possível para os indivíduos quebrarem.
Nos anos que se seguiram ao relatório do Cirurgião Geral, milhões de americanos optaram com sucesso por parar de fumar, com dois terços a três quartos dos ex-fumantes parando sem ajuda de métodos de reposição de nicotina. Além disso, o método "peru frio", ou cessação súbita e rápida, foi encontrado para ser o mais bem sucedido em termos de parar de fumar por longos períodos de tempo.  No entanto, em um movimento controverso em 1989, um cirurgião geral posterior, Dr. C. Everett Koop, M.D., mudou o curso e redefiniu o tabagismo como "um vício" em vez de um hábito.

## Efeitos
A publicação do relatório teve amplos efeitos nos Estados Unidos. Foi deliberadamente publicado em um sábado para minimizar o efeito negativo nos mercados de ações americanos, maximizando a cobertura nos jornais dominicais. A divulgação do relatório foi uma das principais notícias de 1964. Isso levou a mudanças políticas e na opinião pública, como o Federal Cigarette Labeling and Advertising Act de 1965 e o Public Health Cigarette Smoking Act de 1969, que exigiu rótulos de advertência nos cigarros e instituiu a proibição da transmissão de anúncios de cigarros no rádio e/ou na televisão.